# آنا كونتا-كرنباخ
كانت آنا كونتا-كرنباخ (5 نوفمبر عام 1865 - 13 ديسمبر عام 1921) معلمة وكاتبة رومانية وناشطة مدافعة عن حقوق المرأة. تلقت تعليمها من معهد هامبل الواقع في مدينة ياش، وتخرجت منه في عام 1883. باشرت التدريس هناك خلال نفس العام. التحقت بجامعة ياش في الوقت الذي واصلت فيه دراستها في كلية تأهيل المعلمين وكلية الفلسفة. انتقلت إلى معهد أولتا دومنا في عام 1885، وتخرجت منه في عام 1888. ذهبت إلى باريس للدراسة في جامعة باريس وكوليج دو فرانس في عام 1893. نالت درجة الدكتوراه في عام 1895. أضحت مديرة دار تأهيل المعلمين للتطبيقات عقب عودتها إلى رومانيا. واشتغلت في تدريس علم التربية وعلم النفس في دار ميهاييل ستوردزا لتأهيل المعلمين لمدة تجاوزت عقدين من الزمن.
نشرت كونتا-كرنباخ عددًا من الأعمال الأدبية بدءًا من عام 1891 إلى جانب مسيرتها التعليمية. كذلك عملت كناشطة منادية بمنح النساء حق التصويت في وقت لاحق من حياتها؛ إذ نشرت مقالات مناصرة لحقوق المرأة والمساواة. كانت واحدة من مؤسسي رابطة التحرير المدني والسياسي للنساء الرومانيات في مدينة ياش سنة 1918. وكانت أول امرأة تقبل كعضو في المجلس العام للتعليم. كذلك عملت كمفتشة على جميع مدارس البنات في كافة أنحاء البلاد خلال الفترة الممتدة من عام 1913 إلى حين وفاتها في عام 1921. كرمت الحكومة الرومانية كونتا-كرنباخ بوسام العمل التربوي من الدرجة الأولى مرتين اثنين عن عملها في مجال التعليم الابتدائي والثانوي. تعد واحدة من المعلمات الرائدات اللواتي ساهمن في تطوير النظام التعليمي والنظرية التربوية في رومانيا.

## النشأة
ولدت آنا كونتا في بلدة ترغو نامتس الواقعة في الإمارات الرومانية المتحدة في يوم 5 نوفمبر عام 1865. كانت والدتها تدعى ماريواري (واسمها قبل الزواج هو سكوتاريو)، ووالدها يدعى غريغوري كونتا. كانت الابنة ما قبل الأخيرة بين أخوتها ضمن عائلتها المؤلفة من عشرة أطفال. وكان من بينهم شقيقها الأكبر فاسيله كونتا الذي أصبح فيلسوفًا وسياسيًا في وقت لاحق. تنحدر عائلتها بالأصل من قرية بوديشتي بريتشيسته التي اتخذتها أجيال عدة من العائلة كموطئ لتأدية الخدمة في السلك الكهنوتي ضمن الكنيسة الأرثوذكسية الرومانية. عيِن والدها للخدمة في دير باربوي الواقع في مدينة ياش في عام 1864. وهكذا انتقلت العائلة إلى هناك بعد فترة وجيزة من ولادتها. توفيت والدتها حين كانت كونتا في مقتبل العمر. ترك شقيقها فاسيله أثرًا هامًا على حسها بالمسؤولية من ناحية معالجة القضايا المجتمعية. كذلك بادر على تشجيع قدراتها الموسيقية حتى غدت عازفة بيانو بارعة.
التحقت كونتا بمعهد هامبل في عام 1878. واستكملت دراسة المناهج الدراسية -التي كان من المفترض إنهائها في سبع سنوات- في ظرف خمس سنوات لتتخرج في عام 1883. واصلت تعليمها من خلال التحاقها بجامعة ياش في نفس العام لتدرس في كلية تأهيل المعلمين وكلية الفلسفة. درّست التاريخ والمنطق وعلم النفس في معهد هامبل بالتزامن مع إكمالها لدراستها الجامعية، وباشرت بعد ذلك التدريس في ليتشول أولتا دومنا (معهد أولتا دومنا) في عام 1885. ظلت تعمل هناك لمدة ناهزت عقدًا من الزمن. حازت كونتا على درجة البكالوريوس بمرتبة الشرف في عام 1888. تزوجت الشاعر غورغي كرنباخ الذي شجعها على البدء في الكتابة ونشر القصائد والأعمال النثرية في عام 1891. مثل كتاب كونفوربيري ليتيراري (حوارات أدبية) انطلاقتها المهنية ككاتبة في عام 1891، وسرعان ما نشرت مجموعة من أعمالها الأخرى في مجلة جونيما ليتيرارا (اليوبيل الأدبي) ومجلة آرهيفا (الأرشيف). ذهبت كونتا-كرنباخ إلى باريس من دون زوجها لمواصلة تعليمها في عام 1893. وهناك تلقت دروسًا في تاريخ الفن وعلم التربية والفلسفة من جامعة باريس وكوليج دو فرانس.